# Anna-Maria Åström
Anna-Maria Åström, född 15 september 1951 i Helsingfors, är en finländsk etnolog och professor emerita vid Åbo Akademi.
Åström, som är dotter till Sven-Erik Åström, blev politices magister med allmän statslära som huvudämne 1975 och studerade därefter etnologi vid Lappfjärds folkhögskola, Åbo Akademi och Helsingfors universitet. Filosofie doktor blev hon 1994. Hon var 1979–1986 anställd vid Folkkultursarkivet, 1987–1999 forskare vid Finlands Akademi och från 1999 till 2015 professor i etnologi, särskilt nordisk, vid Åbo Akademi.
Åströms forskning omspänner cirka 200 studier med ett brett spektrum av samfunds- och kulturanalyser kring bland annat seder och riter, levnadslopp, familj och släkt, turism och strömmingsmarknad, köpcentra och museer, kulturkontakt och identitet, staden, borgerligheten samt etnologisk teori, exempelvis mentalitetshistoria och historisk antropologi. Såväl när det gäller ett stort empiriskt material som fältstudier på mikronivå är perspektivet präglat av strukturhistoria och semiotik.
Förutom doktorsavhandlingen "Sockenboarne" - Herrgårdskultur i Savolax 1790–1850 (1993) har hon skrivit flera artiklar och redigerat monografier kring bland annat stads-, hem-, släkt- och brukskultur, till exempel Kaskö – kontinuitet och förändring i en småstad (1985), Hemma bäst (1990) och Memories of my town (2003). Bland de av henne ledda större forskningsprojekten kan nämnas Kulturell konfrontation och självbild, som resulterade i verket Gränsfolkets barn. Finlandssvensk marginalitet och självhävdelse i kulturanalytiskt perspektiv (2001). Åström har därvid samt i samband med arkiv- och fältforskningen, symposier och kongresser skolat upp en ny generation finlandssvenska etnologer. Hennes samhällsinsatser gäller i hög grad föreningen Brage, dess folklivssektion samt tidskriften Laboratorium för folk och kultur, som hon lett sedan grundandet 1989. Hon har suttit i direktionen för Brages pressarkiv (1986–2006) och Svenska litteratursällskapets styrelse (1999–) samt nämnder.

### Uppslagsverk
- Åström, Anna-Maria i Uppslagsverket Finland (webbupplaga, 2012). CC-BY-SA 4.0